# Ceratinopsis interpres
Ceratinopsis interpres är en spindelart som först beskrevs av O. Pickard-Cambridge 1874.  Ceratinopsis interpres ingår i släktet Ceratinopsis och familjen täckvävarspindlar. Inga underarter finns listade i Catalogue of Life.